# Индийско-пакистанская граница
Длина границы между Индией и Пакистаном составляет 2 912 километров. Единственный населённый пункт, через который можно пересечь границу между двумя государствами, — село Вагах (восточная часть села находится в Индии, западная — в Пакистане).

## Вагах
Вагах расположен на старинном великом колёсном пути между городами Амритсар и Лахор. Через Вагах прошла спорная линия Рэдклиффа в 1947 году. Часть индо-пакистанской границы, расположенную в Вагахе, часто называют «Берлинской стеной Азии». Здесь каждый вечер проходит церемония под названием «спуск флагов», первая из которых была проведена в 1959 году. За соблюдение порядка на границе отвечают пограничные войска Индии и пакистанские рейнджеры.

## Линия контроля
Линия контроля — демаркационная линия между Индией и Пакистаном, проведённая по бывшему княжеству Джамму и Кашмир — непризнанная юридически, но де-факто являющаяся границей. Первоначально называлась «Линия прекращения огня», но была переименована в «Линию контроля» после соглашения в Симле, 3 июля 1972 года.